# Zalog pri Kresnicah
Zalog pri Kresnicah este o localitate din comuna Moravče, Slovenia, cu o populație de 34 de locuitori.